# 西藏警官高等专科学校
西藏警官高等专科学校是中华人民共和国的一所全日制公办省属普通高等专科学校，位于西藏自治区拉萨市城关区。

## 历史
1956年9月，西藏公安训练班成立。1957年7月，迁到北京，改建为中央人民公安学院西藏班。1960年4月，迁回拉萨办学，并改建为西藏自治区公安学校。1965年3月，更名为西藏自治区政法干部学校。1973年6月，更名为西藏自治区公安局公安学校。1974年12月，复名为西藏自治区政法干部学校。1978年5月，又复名为西藏自治区公安局公安学校。1980年11月，更名为西藏自治区人民警察学校。2003年4月16日，升格为西藏警官高等专科学校。